# 王子総合病院
王子総合病院（おうじそうごうびょういん、英: Oji General Hospital）は、北海道苫小牧市に位置する総合病院。

## 沿革
- 1910年（明治43年） - 王子製紙苫小牧工場の厚生施設として王子町に開設。内科、外科、眼科、伝染病科の4科で診療開始[2]。
- 1911年（明治44年） - 王子病院へ改称[2]。
- 1950年（昭和25年） - 王子製紙苫小牧工場附属乙種看護婦養成所（現：王子総合病院附属看護専門学校）開設[2][3]。
- 1953年（昭和28年）- 一般診療中止（1963年再開）[2]。
- 1962年（昭和37年）- 王子総合病院へ改称[2]。
- 1965年（昭和40年）- 表町（現：グランドホテルニュー王子敷地）に移転。3代目の施設として鉄筋コンクリート造の2階建の診療棟と4階建の病棟を建設[4][5]。
- 1967年（昭和42年）- 医療法人として独立[2][6][5]。
- 1997年（平成9年）- 若草町の王子球場跡地に移転[5]。
- 2010年（平成22年）- 開院100年[7]。
- 2012年（平成24年）- 日鋼記念病院および市立室蘭総合病院との間で、災害時における相互支援協定締結[8]。
- 2013年（平成25年）-『QCサークル大会』（北海道支部主催）で「最優秀賞」受賞[9]。
- 2014年（平成26年）- 苫小牧市立病院、伊達赤十字病院および八雲総合病院との間で、相互支援協定締結[10]。
- 2019年（令和元年）- 手術支援ロボット「ダ・ヴィンチ」を導入[11]。

## 機関指定
| 災害拠点病院（地域災害医療センター） | 日本医療機能評価機構認定病院       |
| 地域がん診療連携拠点病院             | 地域周産期母子医療センター         |
| 母体保護法指定病院                   | 生活保護法指定病院                 |
| 身体障害者福祉法指定病院             | 労働災害保険指定病院               |
| 小児慢性疾患治療指定病院             | 救急指定病院                       |
| 病院群輪番制等運営事業実施病院       | 災害派遣医療チーム（DMAT）認定病院 |

## 診療科等
診療部
- 内科
- 循環器内科
- 消化器内科
- 呼吸器内科
- 血液腫瘍内科
- 外科・呼吸器外科
- 心臓血管外科
- 脳神経外科
- 整形外科
- 小児科
- 耳鼻咽喉科
- 泌尿器科
- 産婦人科
- 眼科
- 皮膚科
- 麻酔科
- 放射線治療科
- 歯科

医療技術部
| - 薬剤科 - 臨床検査科 - 臨床工学科 |  | - 放射線技術科 - リハビリテーション科 - 栄養管理科 |

看護部
- 看護外来

地域医療支援部
| - 地域医療連携室 - がん相談支援室 - 訪問看護室 |  | - 医療相談室 - 退院支援室 - 薬剤科 |

## 施設認定
| 臨床研修指定病院                       | 日本産科婦人科学会認定制度卒後研修指導施設              |
| 日本内科学会認定医精度教育病院         | 日本眼科学会専門医制度研修施設                          |
| 日本消化器病学会認定教育施設           | 日本耳鼻咽喉科学会専門医研修施設                        |
| 日本循環器学会認定循環器専門医研修施設 | 日本泌尿器科学会専門医認定制度指定訓練場所              |
| 日本腎臓学会研修施設                   | 日本放射線腫瘍学会施設                                  |
| 日本老年医学会認定施設                 | 日本麻酔科学会麻酔指導施設                              |
| 日本小児科学会認定医精度研修施設       | 日本ペインクリニック学会指定研修施設                    |
| 日本外科学会認定医制度修練施設         | 日本プライマリ・ケア学会認定医研修施設                  |
| 日本消化器外科学会専門医修練施設       | 日本病理学会登録施設                                    |
| 日本乳癌学会研修施設                   | 日本胸部外科学会認定医関連施設                          |
| 日本呼吸器外科学会専門医制度関連施設   | 日本静脈経腸栄養学会・NST（栄養サポートチーム）稼働施設 |
| 日本整形外科学会認定医研修施設         | 日本高血圧学会認定施設                                  |
| 日本脳神経外科学会専門医指定訓練施設   | 心臓血管外科専門医認定機構認定修練施設                  |

## 院内施設
出典:
- ローソン
- ATMコーナー
  - 北海道銀行
  - 苫小牧信用金庫

### かつて存在した施設
- 売店 サンフラワー（マックスバリュ王子病院店）
- 王子サービスセンターが営業していたが、2003年にマックスバリュ北海道に譲渡し[13]、2003年4月1日にマックスバリュとして開店[14]。2016年3月31日閉店[15]。その後、ローソンが開店した[16]。

## アクセス・駐車場
- 道南バス・中央バス（札幌北営業所）・あつまバス・JRバス（日勝線）「王子総合病院前」[注釈 2]バス停下車
- 北海道旅客鉄道（JR北海道）苫小牧駅から徒歩約8分[17]
- 駐車場あり

## 関連施設
- ケアライフ王子（介護老人保健施設）[18]
  - 苫小牧市中央地域包括支援センター
  - 在宅介護支援事業所王子
- 王子総合病院附属看護専門学校（看護専門学校）[19]